# Класифікація Бібліотеки Конгресу США

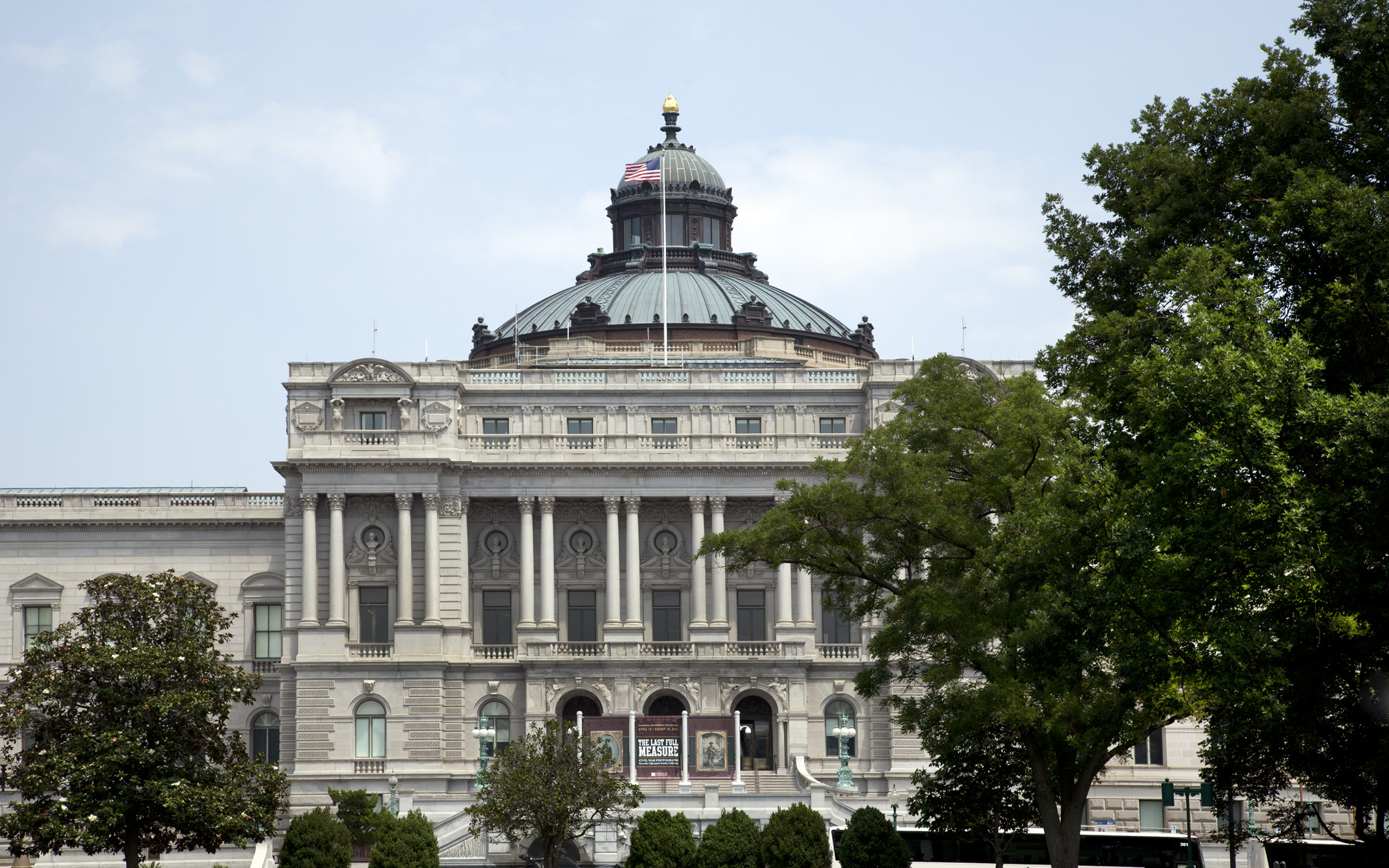
Бібліотека Конгресу США, Будівля Томаса Джефферсона

Класифікація Бібліотеки Конгресу (англ. Library of Congress Classification (LCC)) є системою бібліотечної класифікації, розробленої Бібліотекою Конгресу США. Вона використовується у більшості дослідницьких та академічних бібліотек у США та низці інших країн. Більшість публічних бібліотек і невеликі академічні бібліотеки продовжують використовувати стару Десяткову класифікацію Дьюї (DDC). LCC не варто плутати з LCCN, системою класифікації книг і авторів, яка також визначає URL-адреси своїх інтернет-каталогових записів, таких як «82006074» та «http://lccn.loc. gov/82006074».
Класифікація була винайдена Гербертом Патнемом у 1897 році, якраз перед тим, як він взяв Бібліотеку Конгресу під своє управління. У основі класифікації лежала Розтяжна класифікація, розроблена у 1880 році Чарльзом Аммі Каттером і під впливом DDC, розробленою Мелвілом Дьюї у 1876-му. Класифікація Патнема була розроблена спеціально для зборів Бібліотеки Конгресу, щоб замінити фіксовану систему місця розташування, розроблену Томасом Джефферсоном. До часу залишення Патнемом своєї посади у 1939 році, усі класи, окрім K (закон) і частини B (філософія і релігія), були добре розвинені.
LCC була піддана критиці за відсутність теоретичної основи. Більшість з класифікаційних рішень були викликані практичними потребами цієї бібліотеки, а не епістемологічними міркуваннями. Хоча вона розподіляє предмети на широкі категорії, це, фактично, перелічувальна модель за своєю природою. Тобто, вона надає інформацію про книги у колекціях однієї бібліотеки, а не загальносвітову класифікацію.

## Класифікація

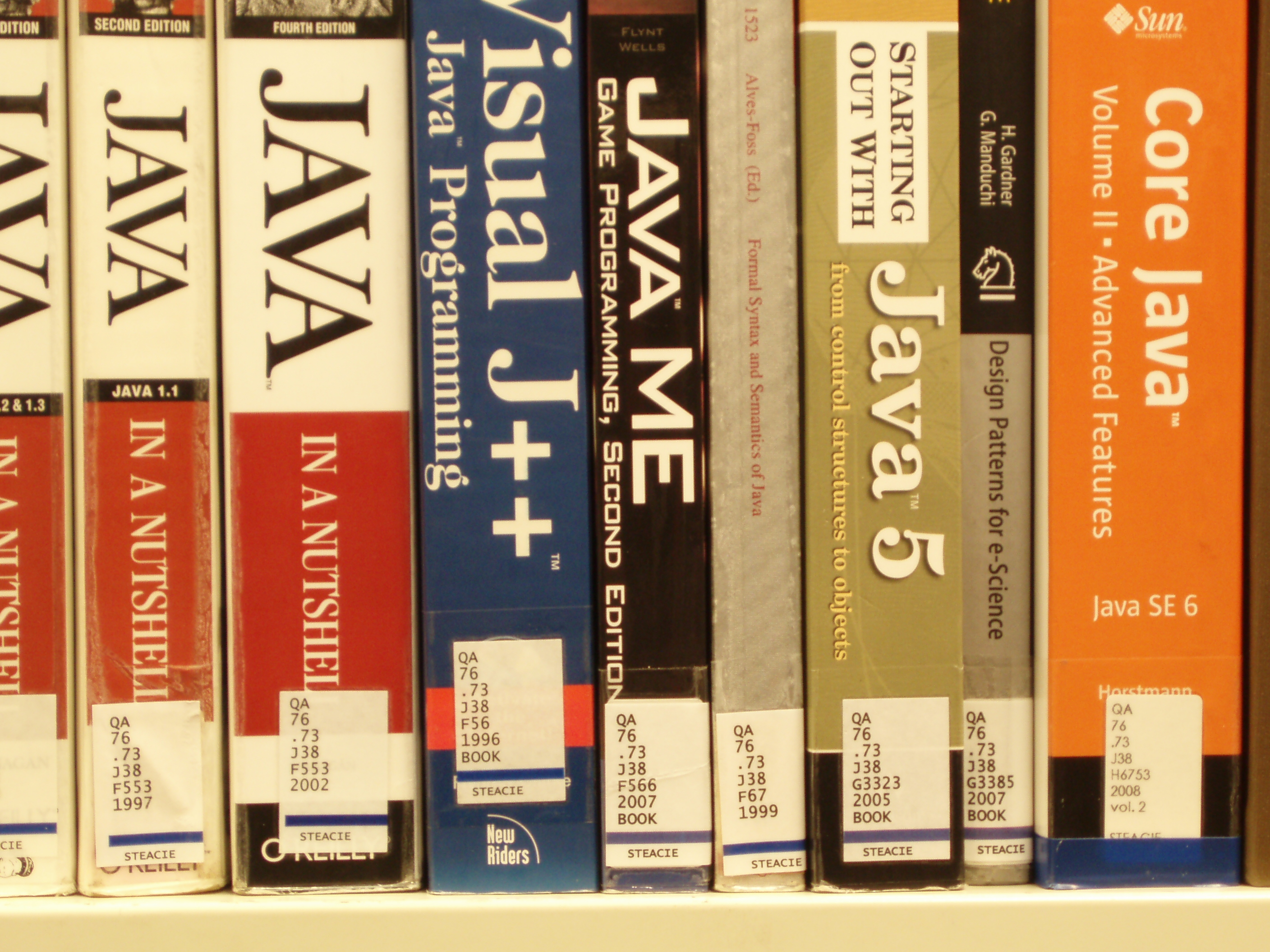
Книги з мови програмування Java у підкласі QA.

| Літера | Предметна галузь                                                                         |
| ------ | ---------------------------------------------------------------------------------------- |
| A      | Загальні роботи                                                                          |
| B      | Філософія, психологія, релігія                                                           |
| C      | Допоміжні науки з історії                                                                |
| D      | Загальна і Стара Всесвітня Історія                                                       |
| E      | Історія Америки                                                                          |
| F      | Історія Сполучених штатів та Британської, Голландської, Французької і Латинської Америки |
| G      | Географія, Антропологія та Рекреація                                                     |
| H      | Суспільні Науки                                                                          |
| J      | Політичні Науки                                                                          |
| K      | Закон                                                                                    |
| L      | Освіта                                                                                   |
| M      | Музика                                                                                   |
| N      | Образотворче мистецтво                                                                   |
| P      | Мова та Література                                                                       |
| Q      | Наука                                                                                    |
| R      | Медицина                                                                                 |
| S      | Сільське господарство                                                                    |
| T      | Технологія                                                                               |
| U      | Військова наука                                                                          |
| V      | Морська наука                                                                            |
| Z      | Бібліографія, Бібліотекознавство, і Загальні Інформаційні Ресурси                        |

### Клас A — Загальні роботи
- Підклас AC — Антологія. Серії. Зібрання творів
- Підклас AE — Енциклопедії
- Підклас AG — Словники та інші загальні довідники
- Підклас AI — Бібліографічні індекси
- Підклас AM — Музеї. Колекціонери і колекції
- Підклас AN — Газети
- Підклас AP — Періодика
- Підклас AS — Академії і наукові суспільства
- Підклас AY — Щорічники. Альманахи
- Підклас AZ — Історія науки і навчання. Гуманітарні науки

### Клас B — Філософія, психологія, релігія
- Підклас B — Філософія (Загальні питання)
- Підклас BC — Логіка
- Підклас BD — Континентальна філософія
- Підклас BF — Психологія
- Підклас BH — Естетика
- Підклас BJ — Етика
- Підклас BL — Релігії. Міфологія. Раціоналізм
- Підклас BM — Юдаїзм
- Підклас BP — Іслам. Бахаїзм. Теософія і т. д.
- Підклас BQ — Буддизм
- Підклас BR — Християнство
- Підклас BS — Біблія
- Підклас BT — Доктринальне Богослів'я
- Підклас BV — Практичне Богослів'я
- Підклас BX — Християнські конфесії

### Клас C — Допоміжні науки з історії (Загальні питання)
- Підклас CB — Історія цивілізації
- Підклас CC — Археологія
- Підклас CD — Дипломатика. Архіви . Печатки
- Підклас CE — Хронологія. Календар
- Підклас CJ — Нумізматика
- Підклас CN — Написи. Епіграфіка
- Підклас CR — Геральдика
- Підклас CS — Генеалогія
- Підклас CT — Біографія

### Клас D — Всесвітня історія (за винятком американської історії)
- Підклас D — Історія (Загальні питання)
- Підклас DA — Велика Британія
- Підклас DAW — Історія країн Центральної Європи
- Підклас DB — Австрія — Ліхтенштейн — Угорщина — Чехословаччина
- Підклас DC — Францію — Андорра — Монако
- Підклас DD — Німеччину
- Підклас DE — Греко-римський світ
- Підклас DF — Греція
- Підклас DG — Італія — Мальта
- Підклас DH — Малі Країни — Країни Бенілюксу
- Підклас DJ — Нідерланди (Голландія)
- Підклас DJK — Східна Європа (Загальні питання)
- Підклас DK — Росія. Радянський Союз. Колишні радянські республіки — Польща
- Підклас DL — Північна Європа. Скандинавія
- Підклас DP — Іспанія — Португалія
- Підклас DQ — Швейцарія
- Підклас DR — Балканський півострів
- Підклас DS — Азія
- Підклас DT — Африка
- Підклас DU — Океанія (Південні моря)
- Підклас DX — Цигани

### Клас G — Географія, Антропологія, Рекреація
- Підклас G — Географія (загальне) Атласи. Карти
- Підклас GA — Математична географія. Картографія
- Підклас GB — Фізична географія
- Підклас GC — Океанографія
- Підклас GE — Науки про довкілля
- Підклас GF — Екологія людини. Антропогеографія
- Підклас GH — Антропологія
- Підклас GR — Фольклор
- Підклас GT — Манери та звичаї (загальне)
- Підклас GV — Відпочинок. Дозвілля

### Клас H — Суспільні науки
- Підклас H — Громадські науки (Загальні)
- Підклас HA — Статистика
- Підклас HB — Економічна теорія. Демографія
- Підклас HC — Економічна історія і умови
- Підклас HD — Промисловість. Землекористування. Праця
- Підклас HE — Транспорт і зв'язок
- Підклас HF — Комерція
- Підклас HG — Фінанси
- Підклас HJ — Державні фінанси
- Підклас HM — Соціологія (загальне)
- Підклас HN — Соціальна історія і умови. Соціальні проблеми. Соціальна реформа
- Підклас HQ — Сім'я. Шлюб. Жінки
- Підклас HS — Товариства: таємні, благодійні, тощо
- Підклас HT — Спільноти. Класи. Раси
- Підклас HV — Соціальна патологія. Соціальне та громадське забезпечення. Кримінологія
- Підклас HX — Соціалізм. Комунізм. Анархізм

### Клас J — Політологія
- Підклас J — Законодавчі і виконавчі документи
- Підклас JA — Політологія (загальне)
- Підклас JC — Політична теорія
- Підклас JF — Політичні інститути і державне управління
- Підклас JJ — Політичні інститути і державне управління (Північна Америка)
- Підклас JK — Політичні інститути і державне управління (США)
- Підклас JL — Політичні інститути і державне управління (Канада, Латинська Америка і т. д.)
- Підклас JN — Політичні інститути і державне управління (Європа)
- Підклас JQ — Політичні інститути і державне управління (Азія, Африка, Австралія, Тихоокеанський регіон, і т. д.)
- Підклас JS — Місцеве самоврядування. Міське самоврядування
- Підклас JV — Колонії і колонізація. Еміграція і імміграція. Міжнародна міграція
- Підклас JX — Міжнародне право, див. JZ і KZ (застаріло)
- Підклас JZ — Міжнародні відносини

### Клас K — Закон
- Підклас К — Закон у цілому. Порівняльні і єдині норми закону. Юриспруденція
- Підклас KB — Релігійний закон в цілому. Порівняльний релігійний закон. Юриспруденція
- Підклас KBM — Єврейський закон
- Підклас KBP — Ісламське право
- Підклас KBR — Історія канонічного права
- Підклас KBS — Канонічний закон Східних церков
- Підклас KBT — Канонічний закон Церков східного обряду у спілкуванні зі Святим Престолом у Римі
- Підклас KBU — Закон Римсько-католицької церкви. Святий Престол
- Підклас KD/KDK — Велика Британія та Ірландія
- Підклас KDZ — Америка. Північна Америка
- Підклас KE — Канада
- Підклас KF — США
- Підклас KG — Латинська Америка — Мексика і Центральна Америка — Вест-Індія. Карибський регіон
- Підклас KH — Південна Америка
- Підкласы KJ-KKZ — Європа
- Підкласы KL-KWX — Азія і Євразія, Африка, Тихоокеанський регіон і Антарктида
- Підклас KZ — Міжнародне право

### Клас L — Освіта
- Підклас L — Освіта (загальне)
- Підклас LA — Історія освіти
- Підклас LB — Теорія і практика освіти
- Підклас LC — Спеціальні аспекти освіти
- Підклас LD — Окремі установи — Сполучені Штати Америки
- Підклас LE — Окремі установи — Америка (за винятком США)
- Підклас LF — Окремі установи — Європа
- Підклас LG — Окремі установи — Азія, Африка, острови Індійського океану, Австралія, Нова Зеландія, острови Тихого океану
- Підклас LH — Навчальні заклади та шкільні журнали і газети
- Підклас LJ — Студентські братерства і товариства, США
- Підклас LT — Підручники

### Клас М — Музика
- Підклас М — Музика
- Підклас ML — Література з музики
- Підклас МТ — Навчання і дослідження

### Клас N — Образотворче мистецтво
- Підклас N — Образотворче мистецтво
- Підклас NA — Архітектура
- Підклас NB — Скульптура
- Підклас NC — Малювання. Дизайн. Ілюстрація
- Підклас ND — Картина
- Підклас NE — Друковані ЗМІ
- Підклас NK — Декоративне мистецтво
- Підклас NX — Мистецтво в цілому

### Клас P — Мова та Література
- Підклас P — Філологія. Лінгвістика
- Підклас PA — Грецька мова та література. Латинська мова та література
- Підклас PB — Живі мови. Кельтські мови
- Підклас PC — Романські мови
- Підклас PD — Германські мови. Скандинавські мови
- Підклас PE — Англійська мова
- Підклас PF — Східно-германські мови
- Підклас PG — Слов'янські мови та літератури. Балтійські мови. Албанська мова
- Підклас PH — Уральські мови. Баскійська мова
- Підклас PJ — Євразійські мови та літератури
- Підклас PK — Індо-іранські мови та літератури
- Підклас PL — Мови і літератури Східної Азії, Африки, Океанії
- Підклас PM — Гіперборея, Індіанські мови, Штучна мова
- Підклас PN — Література (загальне)
- Підклас PQ — Французька література — Італійська література — Іспанська література — Португальська література
- Підклас PR — Англійська література
- Підклас PS — Американська література
- Підклас PT — Німецька література — Голландська література — Фламандська література починаючи з 1830 — Література Африкаанс — Скандинавська література — Стара Норвезька література: Стара Ісландська і Стара норвезька мова — Сучасні Ісландська література — Фарерська література — Данська література — Норвезька література — Шведська література
- Підклас PZ — Художня література та підліткова белетристика

### Клас Q — Наука
- Підклас Q — Наука (загальне)
- Підклас QA — Математика
- Підклас QB — Астрономія
- Підклас QC — Фізика
- Підклас QD — Хімія
- Підклас QE — Геологія
- Підклас QH — Природознавство — Біологія
- Підклас QK — Ботаніка
- Підклас QL — Зоологія
- Підклас QM — Анатомія людини
- Підклас QP — Психологія
- Підклас QR — Мікробіологія

### Клас R — Медицина
- Підклас R — Медицина (загальне)
- Підклас RA — Суспільні аспекти медицини
- Підклас RB — Патологія
- Підклас RC — Внутрішня медицина
- Підклас RD — Хірургія
- Підклас RE — Офтальмологія
- Підклас RF — Оториноларингологія
- Підклас RG — Гінекологія та Акушерство
- Підклас RJ — Педіатрія
- Підклас RK — Зуболікування
- Підклас RL — Дерматологія
- Підклас RM — Терапія. Фармакологія
- Підклас RS — Фармація та materia medica
- Підклас RT — Сестринська справа
- Підклас RV — Травництво, Томсонівська медицина та Еклектична медицина
- Підклас RX — Гомеопатія
- Підклас RZ — Інші системи медицини

### Клас S — Сільське господарство
- Підклас S — Сільське господарство (загальне)
- Підклас SB — Садівництво. Поширення рослин. Селекція рослин
- Підклас SD — Лісове господарство. Деревництво. Лісівництво
- Підклас SF — Тваринне землеробство. Наука про тварин
- Підклас SH — Аквакультура. Рибальство. Рибна ловля вудкою
- Підклас SK — Полювання

### Клас T — Технологія
- Підклас T — Технологія (загальне)
- Підклас TA — Проектування, Проектування споруд (загальне).
- Підклас TC — Гідротехніка. Підводна техніка
- Підклас TD — Екологічне проектування. Санітарна техніка
- Підклас TE — Проектування шосе. Дороги і тротуари
- Підклас TF — Залізнична техніка та операції
- Підклас TG — Мости
- Підклас TH — Будівництво споруд
- Підклас TJ — Машинобудування і машини
- Підклас TK — Радіотехніка. Електроніка. Ядерна розробка
- Підклас TL — Засоби пересування. Аеронавтика. Астронавтика
- Підклас TN — Гірська промисловість. Металургія
- Підклас TP — Хімічна технологія
- Підклас TR — Фотографія
- Підклас TS — Виробничі споруди. Масове виробництво
- Підклас TT — Ремесла. Художні вироби
- Підклас TX — Домоведення

### Клас U — Військова наука
- Підклас U — Військова наука (загальне)
- Підклас UA — Армії: Організація, поділ, військова ситуація
- Підклас UB — Військова адміністрація
- Підклас UC — Військова підтримка і перевезення
- Підклас UD — Піхота
- Підклас UE — Кіннота. Броня
- Підклас UF — Артилерія
- Підклас UG — Військово-інженерна справа. Повітряні флоти
- Підклас UH — Інші військові служби

### Клас V — Морська наука
- Підклас V — Морська наука (загальне)
- Підклас VA — Військово-морські сили: Організація, поширення, морська ситуація
- Підклас VB — Морська адміністрація
- Підклас VC — Морська підтримка
- Підклас VD — Моряки
- Підклас VE — Морська піхота
- Підклас VF — Морська артилерія
- Підклас VG — Незначні послуги морських флотів
- Підклас VK — Навігація. Комерційний флот
- Підклас VM — Корабельні пристрої. Суднобудування. Морська техніка

### Клас Z — Бібліографія, Бібліотекознавство
- Підклас Z — Книги (загальне). Письмо. Палеографія. Книжкова промисловість і торгівля. Бібліотеки. Бібліографія
- Підклас ZA — Інформаційні ресурси/матеріали (загальне).